# 군자초등학교
군자초등학교는 대한민국 경기도 시흥시 거모동에 있는 공립 초등학교이다...

## 학교 연혁
- 1923년 12월 13일 시흥군 군자공립보통학교(4년제) 개교설립인가 8월 6일
- 1937년 5월 1일 6년제로 승격 인가
- 1938년 4월 1일 군자공립심상소학교로 개칭
- 1941년 4월 1일 군자공립국민학교로 개칭
- 1950년 6월 1일 군자국민학교로 개칭
- 1981년 3월 5일 병설유치원 개원
- 1996년 3월 1일 군자초등학교로 개칭
- 2015년 2월 13일 제89회 졸업식(146명)(누계 13458명)
- 2015년 9월 1일 제23대 장석영 교장 부임
- 2017년 1월 16일 제91회 졸업식(148명)(누계 13606명)
- 2017년 3월 1일 37학급 편성(특수 2, 유치원 1)

## 학교 상징
- 교화 : 개나리 - 차디찬 겨울을 깨고 여럿이 함께 어우러져 가장 먼저 활짝 미소를 짓는 개나리를 본받아 부지런하고 함께 도우며 살아가는 어린이가 되자
- 교목 : 은행나무 - 오랜 세월 동안 모진 비바람과 병충해를 이기고 아름답게 서 있는 은행나무를 본받아 다른 사람에게 이로움을 주는 이 나라의 큰 기둥으로 자라자

## 참고 자료
- 군자초등학교 - 한국교육학술정보원 학교알리미

 이이이